# Ignácio Coelho de Carvalho
Ignácio Coelho de Carvalho (local e data de nascimento e morte ignorados) foi o décimo-quarto governador da capitania da Paraíba. Administrou a então província entre 3 de outubro de 1673 e 28 de junho de 1675 a mando da Coroa portuguesa.